# 14479 Плеханов
14479 Плеха́нов (14479 Plekhanov) — астероїд головного поясу, відкритий 8 лютого 1994 року.
Тіссеранів параметр щодо Юпітера — 3,184.